# Legile lui Fourier
Legile lui Fourier ale transmiterii căldurii prin conducție sunt ecuații cu derivate parțiale ce modelează cantitativ conducția termică.
Legea lui Fourier reprezintă ecuația de bază a conducției termice unidirecționale printrun material cu conductivitatea termică λ. Ea are forma:
{\displaystyle \Phi ={\frac {dQ}{d\tau }}=-\lambda S{\frac {dt}{dx}}\quad } [W]
{\displaystyle q_{S}={\frac {Q}{S}}=-\lambda {\frac {dt}{dx}}\quad } [W/m2]
în care : Φ este fluxul de căldură, în W; Q - căldura, în J; τ - timpul; λ – conductivitatea termică a materialului, în W/mK; S - aria suprafeței de schimb de căldură în m2; dt/dx - gradientul temperaturii, în K/m.
Pe baza legii lui Fourier se pot stabili ecuațiile diferențiale ale conducției termice.